# Edit Rácz
Edit Rácz (* 21. November 1936 in Budapest, Königreich Ungarn) ist eine ungarische Bildhauerin und Medailleurin.

## Leben
Nachdem Edit Rácz als Kind von ihren Eltern Plastilin geschenkt bekommen hatte, zeigte sich bereits ihr großes  Interesse an gestalterischen Tätigkeiten. Sie besuchte das Künstlerische Fachgymnasium in Budapest, wurde an diesem von dem Bildhauer József Somogyi unterrichtet und machte dort das Abitur. 1955 wurde sie zum Studium der Bildhauerei an der Ungarischen Akademie der Bildenden Künste in Budapest aufgenommen. 1962 schloss sie ihr Studium als Schülerin von Pál Pátzay ab. Im selben Jahr entstand ihre lebensgroße Komposition Zsiráfkölykök. Ein Jahr später erhielt sie den Auftrag, eine Büste des Komponisten Pongrác Kacsóh in Kecskemét anzufertigen. Für das Theater in Békéscsaba schuf sie aus Kalkstein ein Porträt von Mór Jókai. Weitere Skulpturen entstanden von Lajos Mesterházi, György Bessenyei und Mihály Fazekas. Bei dem in Baja errichteten Zierbrunnen mit dem Namen Duna-díszkút wurde als Material Bronze und Glas verwendet. In einer nach oben hin schmaler werdenden, wellenförmigen Skulptur wird durch das grün eingefärbte Glas ein besonderer Lichteffekt erzeugt, der den grünen Wellen des Wassers der Donau, die die Stadt durchquert, nachempfunden ist. Charakteristisch für ihr Wirken ist ein starkes Interesse an Natur und Mythologie.
Ihre Werke wurden in Einzel- und Gruppenausstellungen im Inland wie auch im Ausland gezeigt, unter anderem in Bulgarien, Deutschland, den Niederlanden und der Tschechoslowakei. Ungefähr zwanzig ihrer Skulpturen und Reliefs befinden sich im öffentlichen Raum in Ungarn. Weiterhin gibt es Werke von ihr in den Sammlungen des Déri-Museums in Debrecen, in der Ungarischen Nationalgalerie, im Museum in Pesterzsébet und im János-Xantus-Museum in Győr.

## Werke im öffentlichen Raum
- Baja: Duna-díszkút
- Békéscsaba: Mór Jokai
- Budapest: 56-os vértanúk, Bartók Béla, Földművelés-díszoszlop, Mesterházi Lajos síremléke, Nagy Imre, Kozma László, Németh József, Solti György, Solt Ottilia
- Debrecen: Fazekas Mihály
- Dombóvár: Kőváza csillagjegyekkel
- Ráckeve: Mesterházi Lajos-emlékmű
- Szeged: Zsiráfkölykök
- Tamási: Mártírok
- Tata: Víziszellem
- Tokaj: Gérecz Attila

## Schriften
- Az üveg Rácz Edit művészetében – Mediterrán emlékek. Stádium Kiadó, Budapest 2011, ISBN 978-615-5198-02-1.
- A szépség szolgálatában. Stádium Kiadó, Budapest 2016, ISBN 978-615-5198-50-2.